# 최환인
최환인(崔환인, 1979년 6월 15일 ~ )은 전 KBO 리그 야구 선수의 투수이다.

## 선수 경력
동산고를 졸업하고 1998년 ~ 2001년까지 실업야구인 제일유리에 입단하여 활약했고, 2002년 지명을 받지 못하고 신고선수로 입단 2004년 방출 후 2006년 롯데 자이언츠에 입단하였으며 이렇다할 성적을 거두지 못하고 같은 해 은퇴했다

## 은퇴 이후
이후 모교인 동산고 야구부에서 코치로 활약했다.

## 출신학교
- 동산고등학교